# Delphinium patens
Delphinium patens är en ranunkelväxtart. Delphinium patens ingår i släktet storriddarsporrar, och familjen ranunkelväxter.

## Underarter
Arten delas in i följande underarter:
- D. p. hepaticoideum
- D. p. montanum
- D. p. patens

## Bildgalleri

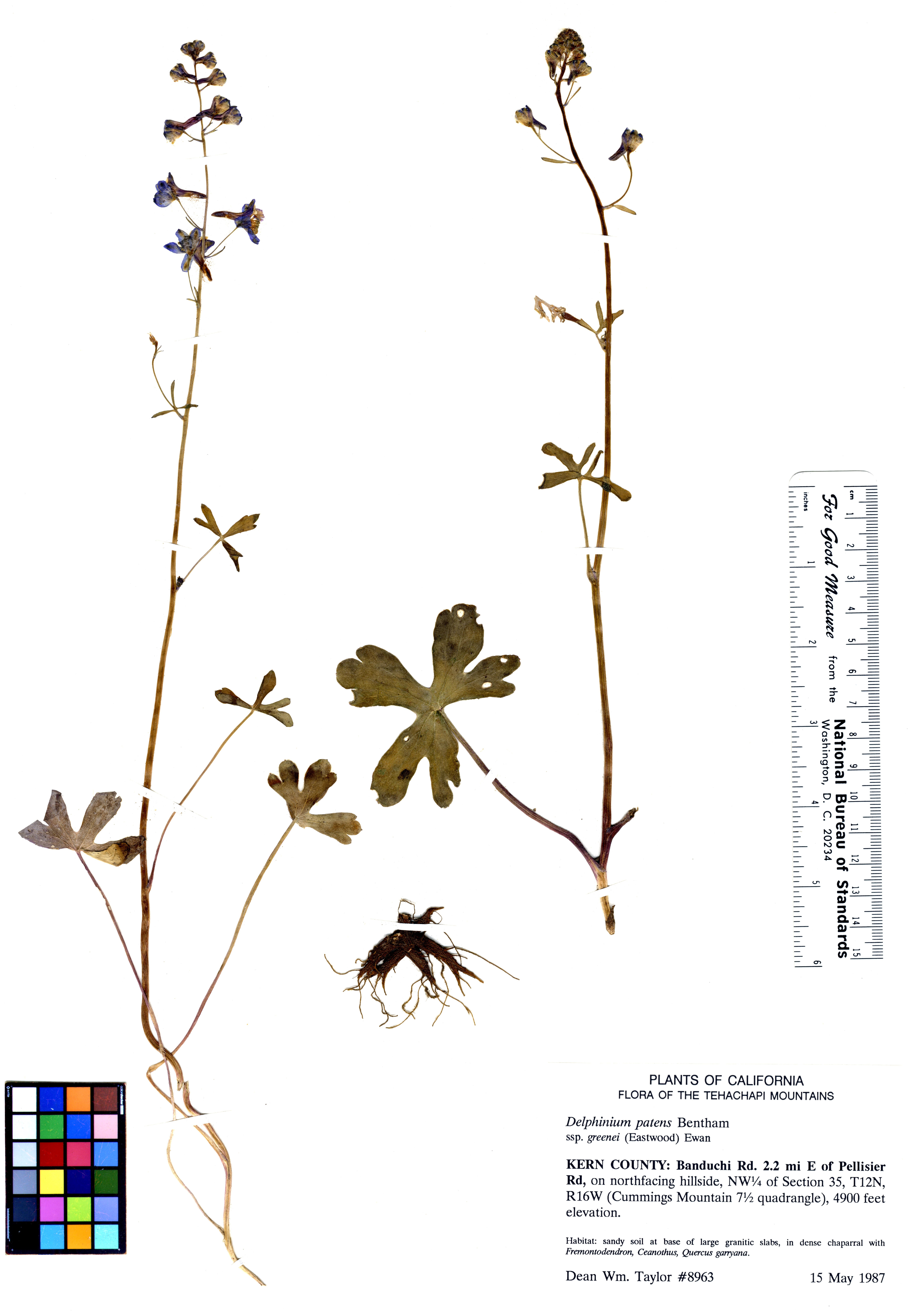
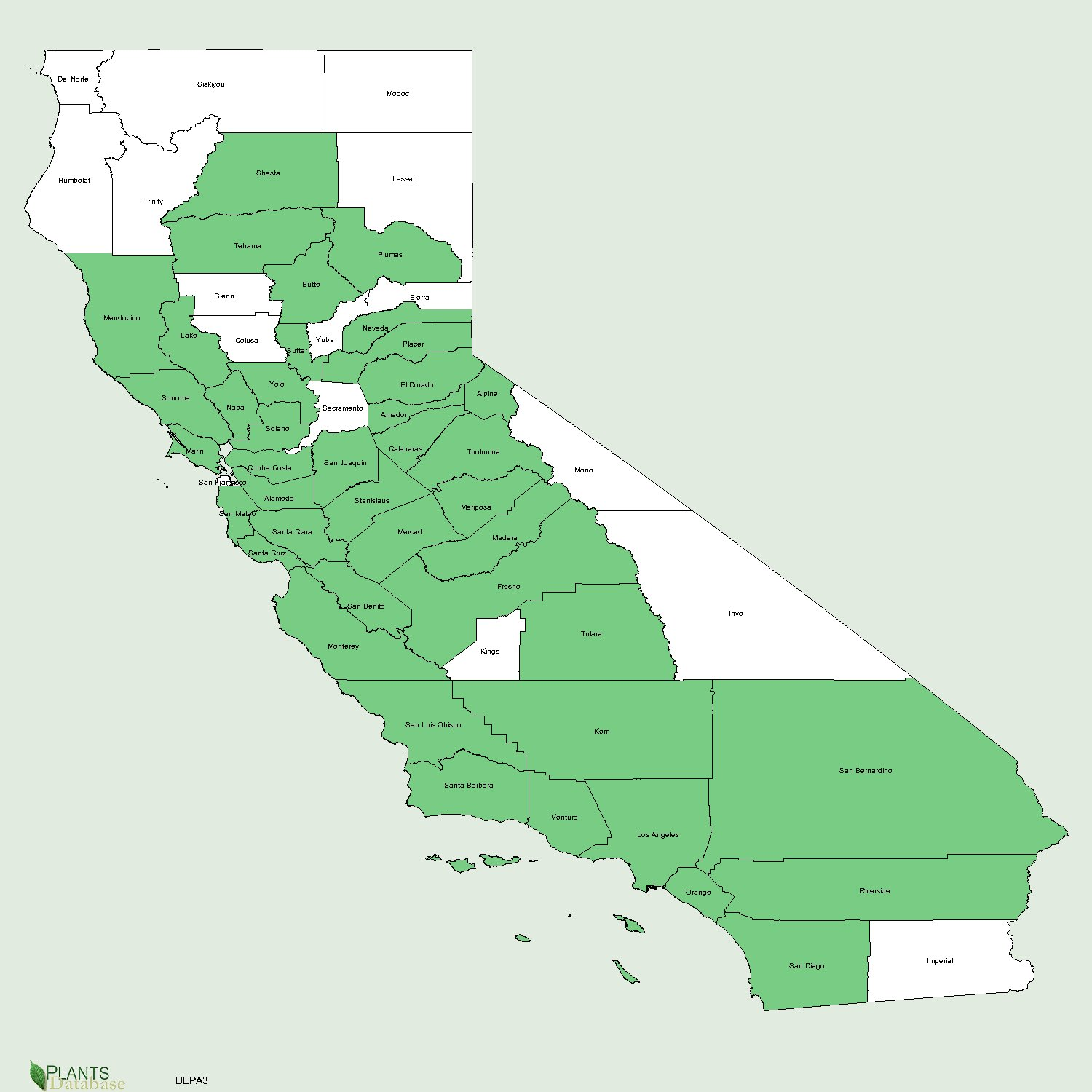
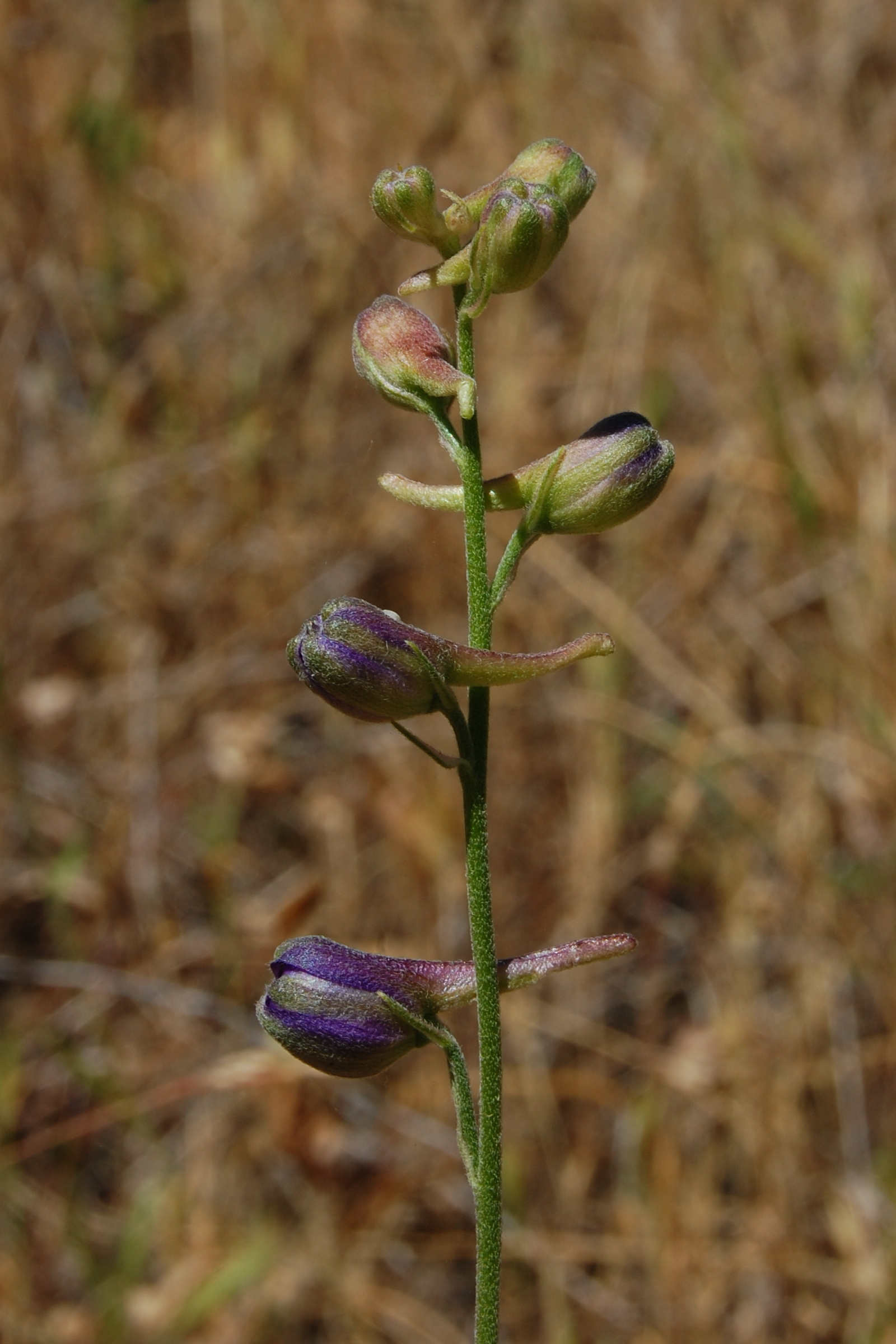
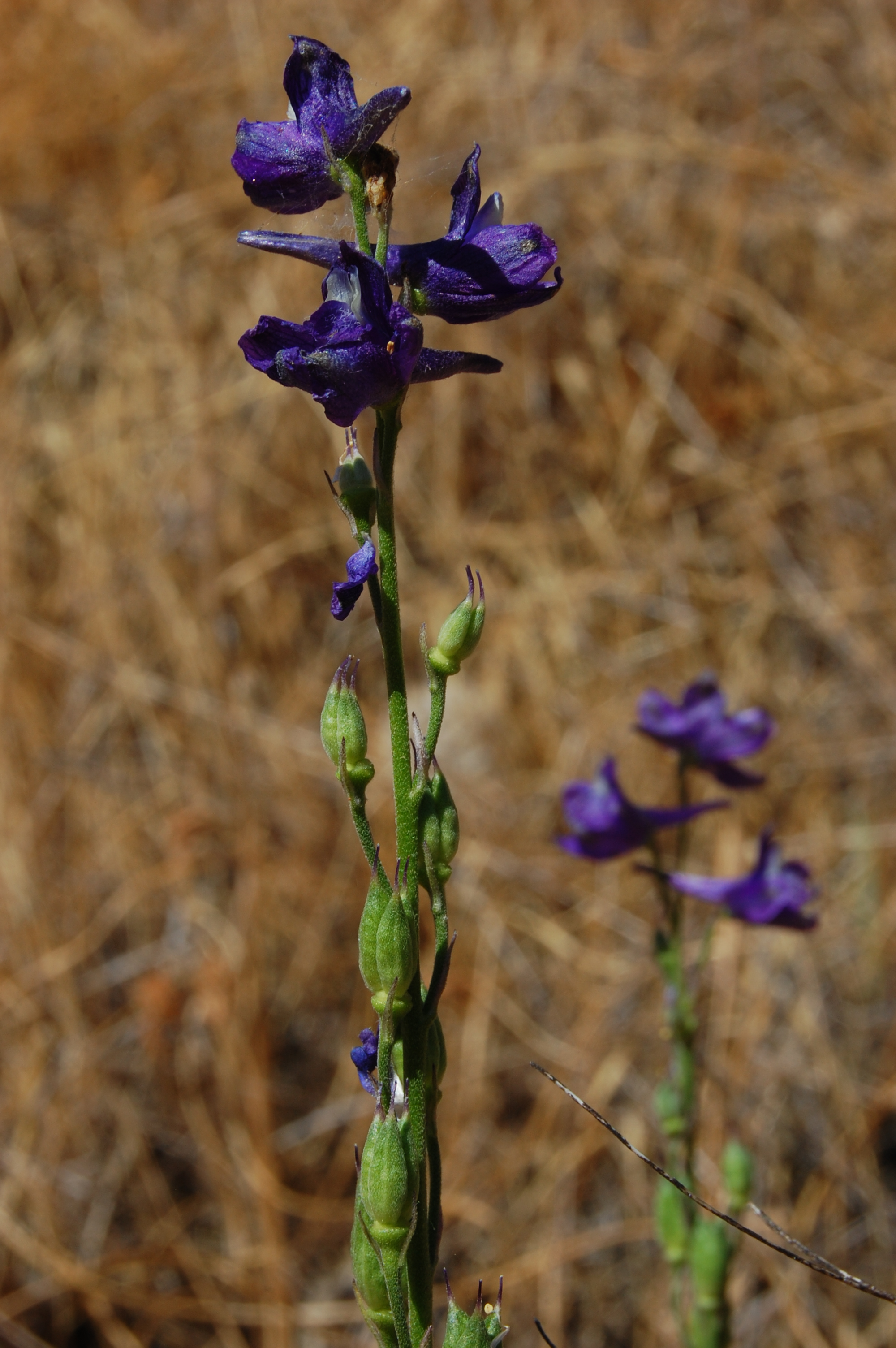
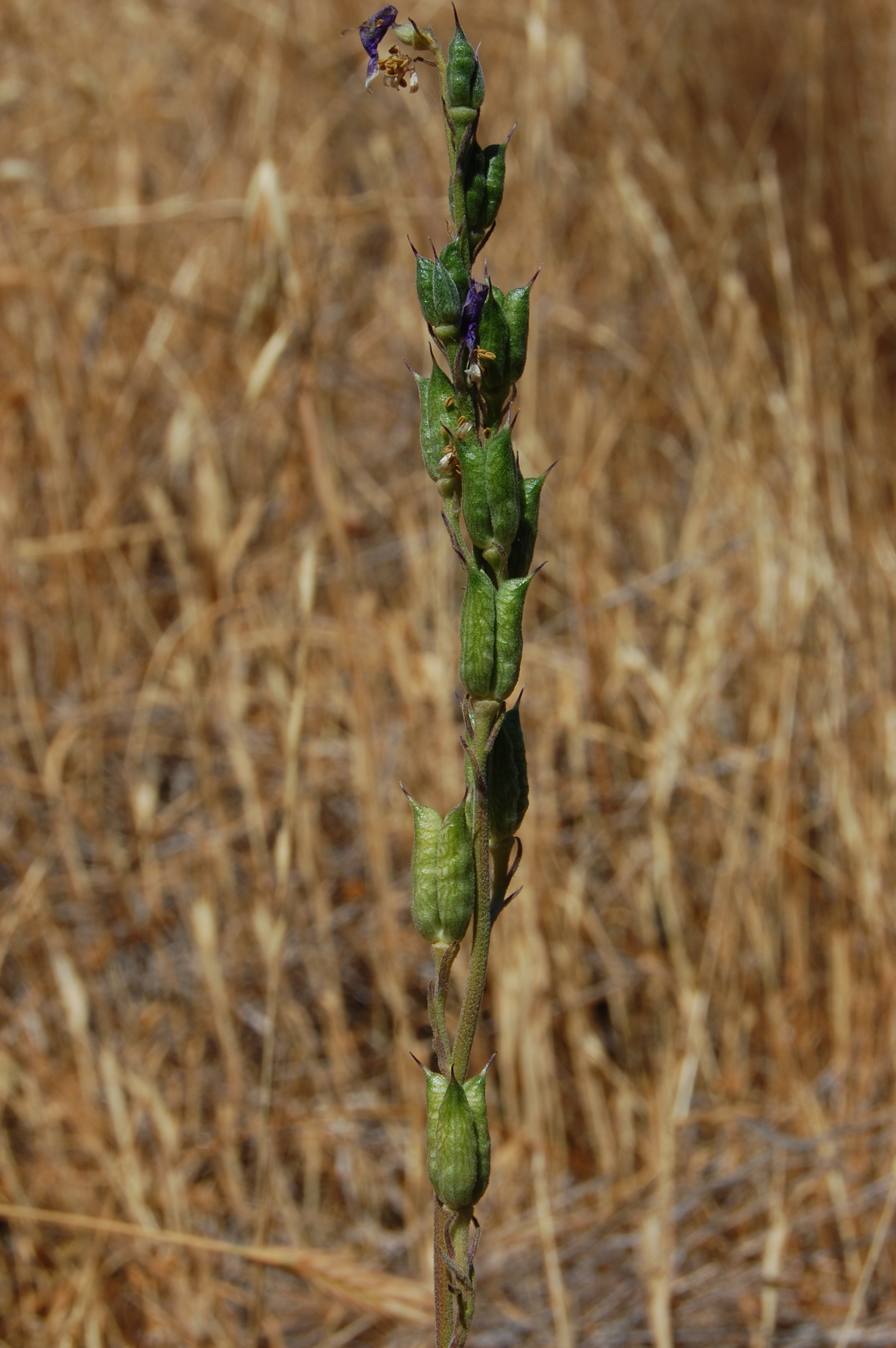
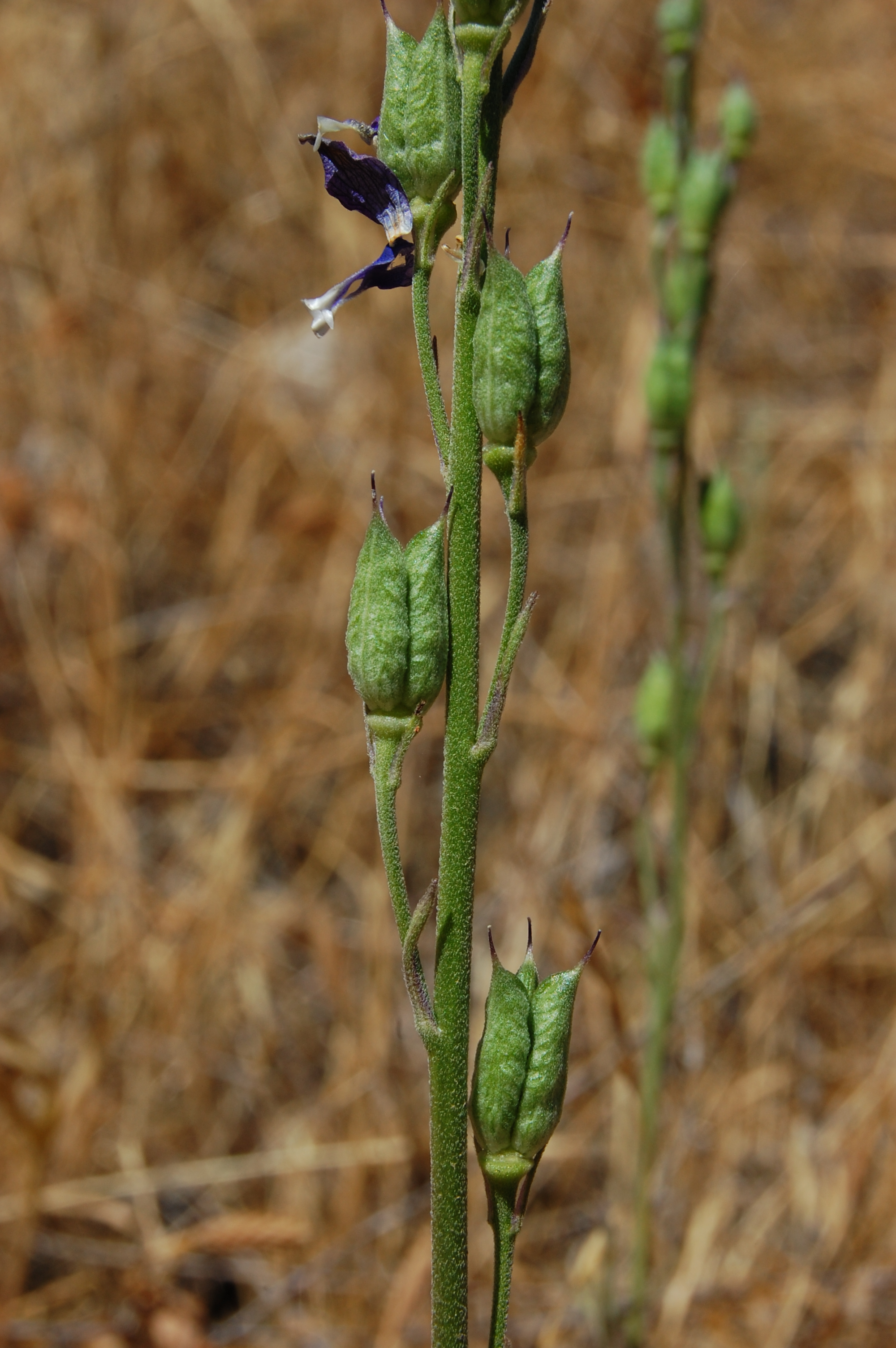